# 美濱區
美濱區（日语：／ Mihama ku */?）是日本千葉市下設的行政區之一，位於千葉市西部、市中心與隔鄰的習志野市間之海岸地帶。轄內大部分的土地都是在東京灣內填海造陸所產生出的海埔新生地，包括住宅新市鎮「海濱新城」（海浜ニュータウン）與以幕張展覽館為中心的幕張新都心都位在此區（幕張新都心的範圍橫跨美濱區與習志野市）。

## 概要
在過去填海工程尚未改變此地區海岸線風貌的時代，習志野市津田沼至千葉市中心的海岸原是遍佈著沙灘與松樹林的泥灘（干潟，mudflat）地帶。1912年時，曾在日本海軍任職的技工奈良原三次利用乾凅的泥灘開設了日本第一個民營的飛行場，使得美濱區因此獲得日本「民用航空發源地」（民間航空発祥の地）的美名。今日在美濱區稻岸公園（位於稻毛海岸三丁目）內，還可以見到民用航空發源地紀念碑。此外，稻毛海濱公園內的稻毛民間航空紀念館展示著當時的雙翼機「鳳號」。
人工海濱「稻毛之濱」（いなげの浜）是為了復原因填海工程而消失的舊稻毛海岸沙灘，於1975年（昭和50年）2月動工，1976年（昭和51年）4月26日開幕的日本國內第一座人工海濱（世界上僅次於摩納哥的蒙地卡羅拉佛多（Larvotto）海灘）。海岸長1,200公尺，退潮時寬度達130公尺。之後的「幕張之濱」在1979年（昭和54年）3月10日開幕。「檢見川之濱」在1988年（昭和63年）7月10日開幕。總長約4,300公尺。周末假日吸引大量民眾前往。近年因侵蝕嚴重造成龐大的維護費用。其中，「幕張之濱」、「檢見川之濱」禁止游泳。

## 地理
國道14號線至海岸線的區域為填海造陸所形成的人工新生地，透過規劃打造成都市機能完善的區域。本區有「海濱新城」與「幕張新都心地區」，其中幕張新都心地區有年入場人數達550萬人以上的國際活動、會議場館「幕張展覽館」以及千葉羅德海洋主場「ZOZO海洋球場」等設施，是國際化都市機能與居住環境高度融合的未來型都市，也是本地具有重要都市機能的區域。

### 地形
全區為人工新生地，地勢平緩。海拔最高點在豐砂的11.3公尺，最低點是美濱的1.3公尺。在過去是淺灘的地區，因地盤鬆軟，強烈地震發生時可能造成土壤液化與地層下陷。對此已對高層住宅及獨棟住宅進行地盤強化等措施以避免未來造成災害。

### 鄰接自治體、行政區
- 千葉市的區
  - 中央區、花見川區、稻毛區
- 其他市町村
  - 習志野市

## 歷史
原來的海濱新城地區從京葉線站名可看出是幕張、檢見川、稻毛等舊市區的擴張。市區也分散在各站，全區缺乏整體感。此外，以工業團地為主的新港地區與中央區的連結性強。
區名來自於成立前設置的「美濱總合支所」，區內的「美濱」是幕張海濱公園町名。由於是幕張展覽館所在地，「幕張區」也有極高支持度，但因考慮到幕張地區（現花見川區）而不予採用。
- 1969年（昭和44年）10月1日－1995年（平成7年）10月1日：合併公有水面埋立地（海濱新城等）。
- 1990年（平成2年）4月2日：設置美濱總合支所（現美濱區役所）。
- 1992年（平成4年）4月1日：千葉市升格政令指定都市，本區成立。

## 住宅團地
夾在東京與千葉兩個都會區的中間，在美濱區境內設置有許多在1970年代以後陸續開發的住宅團地，以容納許多在大都市裡面工作的通勤人口。
- 幕張海灣城（幕張ベイタウン）
- 磯邊第一團地
- 磯邊東團地
- 稻毛高濱南團地
- 高濱第二團地
- 稻毛團地
- 幸町團地（日语：幸町 (千葉市)）

## 教育

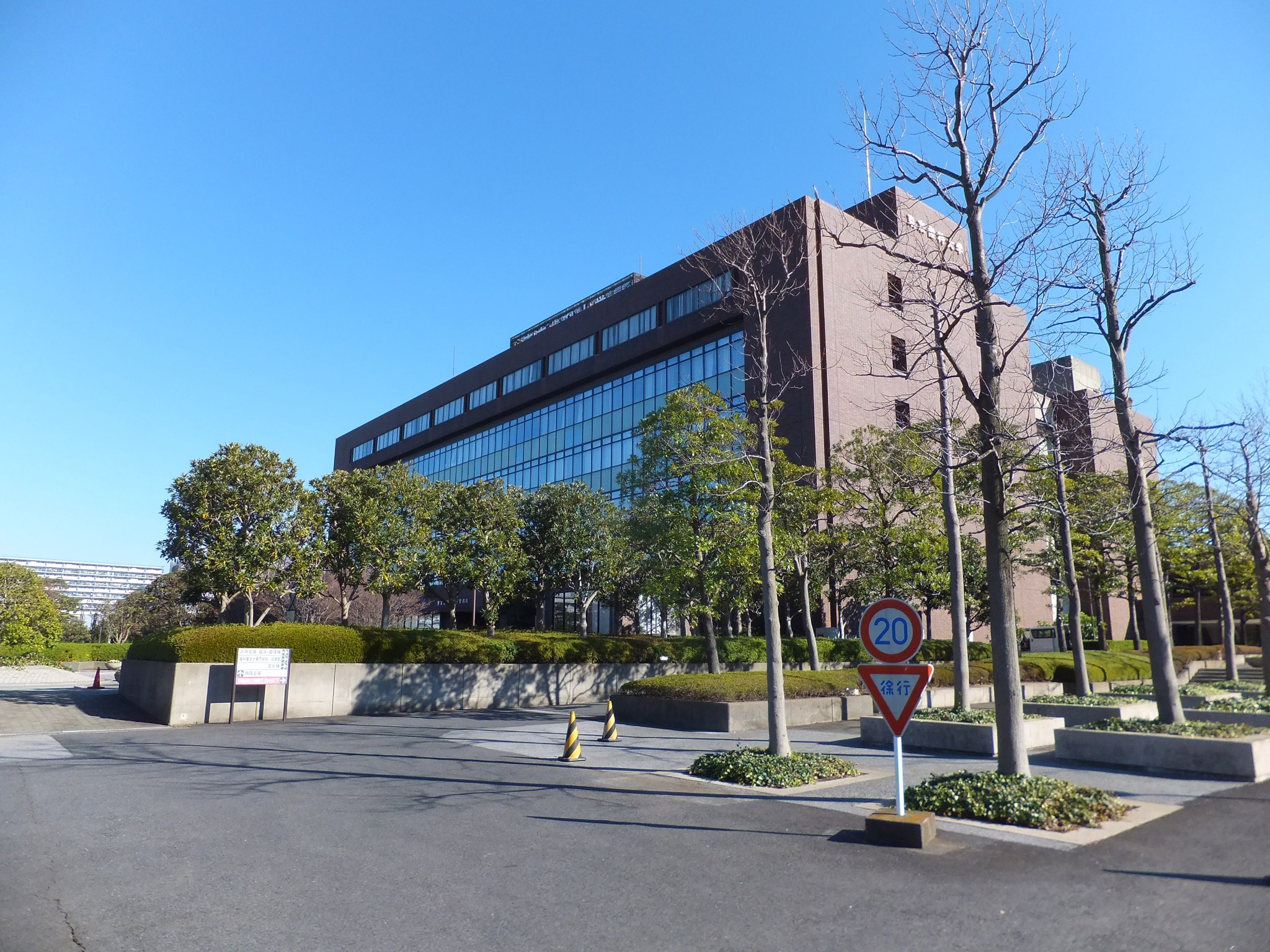
東京齒科大學

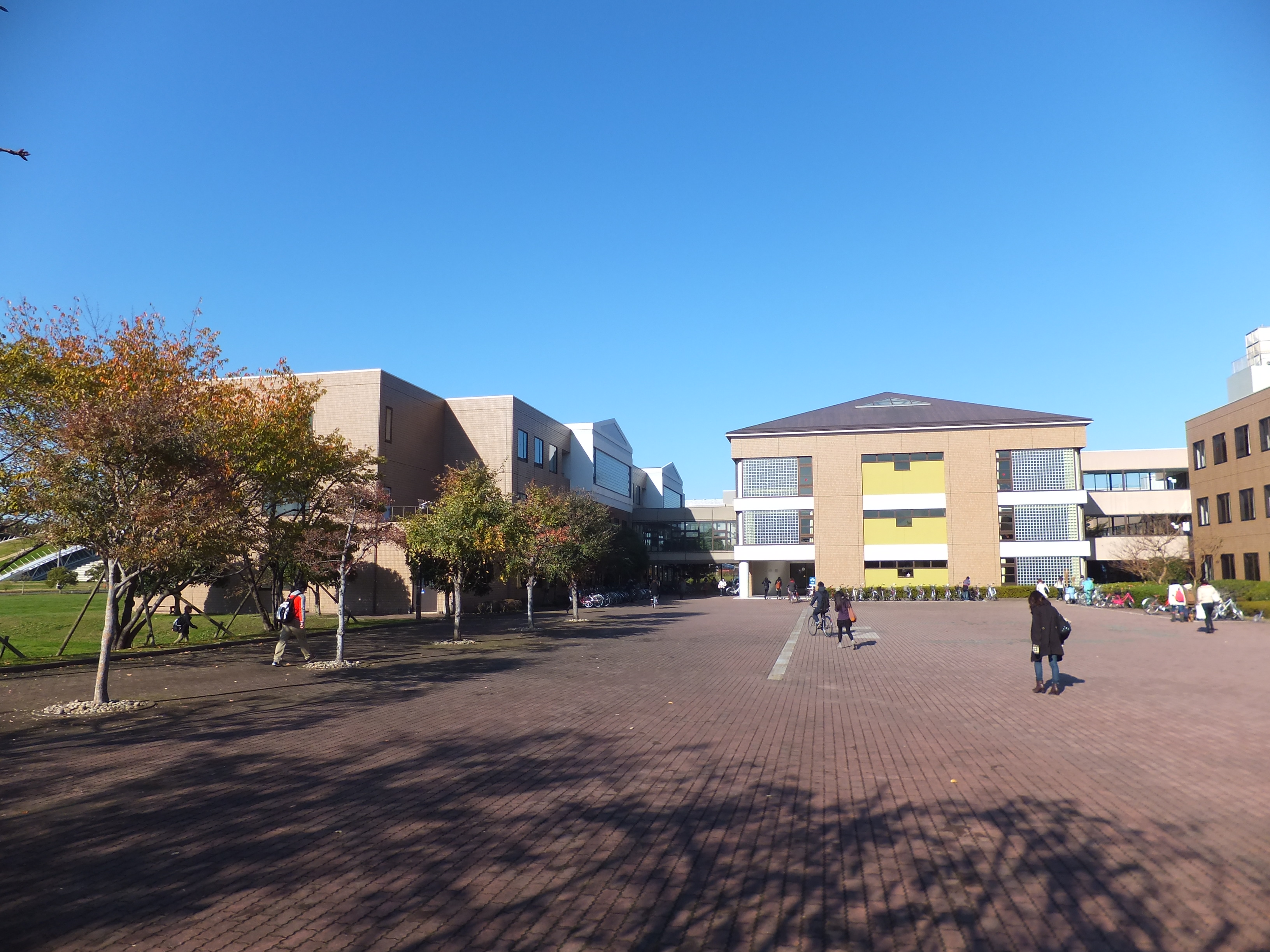
神田外語大學

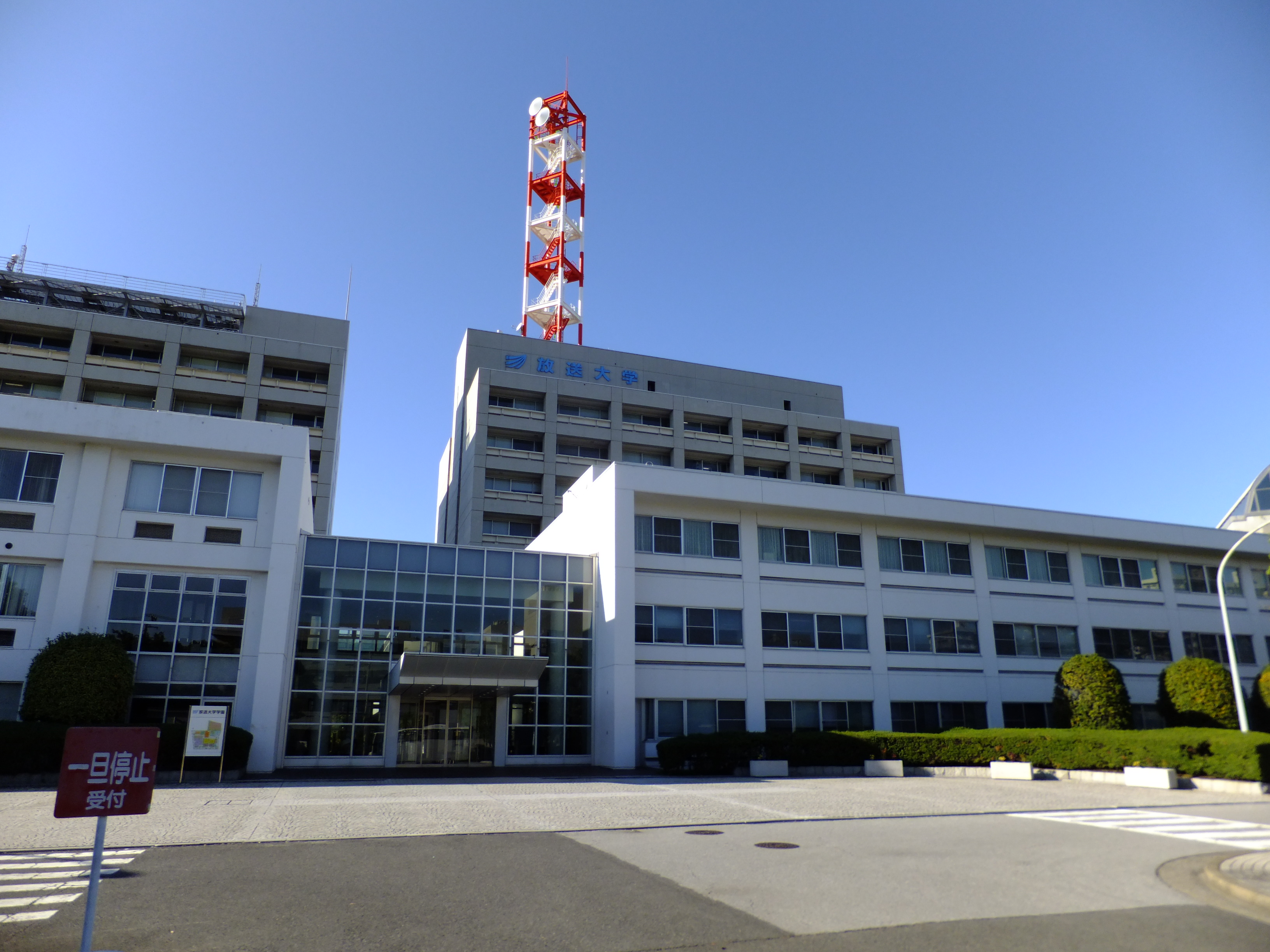
放送大學

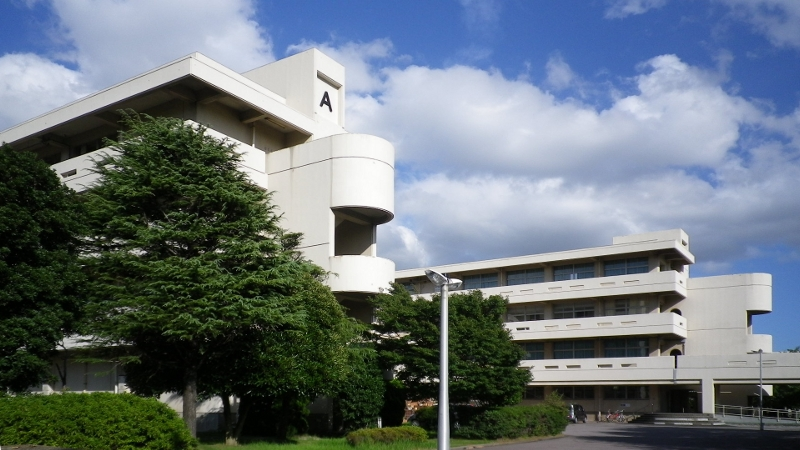
千葉縣立保健醫療大學

### 大學
私立
- 東京齒科大學（日语：東京歯科大学）
- 神田外語大學
- 放送大學

公立
- 千葉縣立保健醫療大學

### 高等學校
市立
- 千葉市立稻毛高等學校（日语：千葉市立稲毛高等学校・附属中学校）

県立
- 千葉縣立磯邊高等學校（日语：千葉県立磯辺高等学校）
- 千葉縣立檢見川高等學校（日语：千葉県立検見川高等学校）
- 千葉縣立千葉西高等學校（日语：千葉県立千葉西高等学校）
- 千葉縣立幕張總合高等學校（日语：千葉県立幕張総合高等学校）

私立
- 澀谷教育學園幕張高等學校（日语：渋谷教育学園幕張中学校・高等学校）
- 昭和學院秀英高等學校（日语：昭和学院秀英中学校・高等学校）

### 中學校
市立
- 千葉市立稻毛高等學校附屬中學校（日语：千葉市立稲毛高等学校・附属中学校）
- 千葉市立稻濱中學校
- 千葉市立磯邊中學校
- 千葉市立打瀨中學校（日语：千葉市立打瀬中学校）
- 千葉市立幸町第一中學校
- 千葉市立幸町第二中學校
- 千葉市立高洲第一中學校
- 千葉市立高洲第二中學校
- 千葉市立高濱中學校（日语：千葉市立高浜中学校）
- 千葉市立幕張西中學校
- 千葉市立真砂中學校

私立
- 澀谷教育學園幕張中學校（日语：渋谷教育学園幕張中学校・高等学校）
- 昭和學院秀英中學校（日语：昭和学院秀英中学校・高等学校）

### 小學校
市立
| - 千葉市立磯邊小學校 - 千葉市立磯邊第三小學校 - 千葉市立稻毛第二小學校 - 千葉市立稻濱小學校 - 千葉市立打瀨小學校 - 千葉市立海濱打瀨小學校 - 千葉市立幸町第一小學校 | - 千葉市立幸町第二小學校 - 千葉市立幸町第三小學校 - 千葉市立高洲小學校 - 千葉市立高洲第三小學校 - 千葉市立高洲第四小學校 - 千葉市立高濱第一小學校 - 千葉市立高濱海濱小學校 | - 千葉市立幕張西小學校 - 千葉市立真砂第五小學校 - 千葉市立真砂西小學校 - 千葉市立真砂東小學校 - 千葉市立美濱打瀨小學校 |

私立
- 幕張國際學校（日语：幕張インターナショナルスクール）

### 其他
- 亞洲經濟研究所開發學校（日语：アジア経済研究所開発スクール）（培養國際開發、國際合作專家的1年制教育機關。不屬文部科學省管轄）
- 關東針灸專門學校（関東鍼灸専門学校）

## 交通

### 鐵路
東日本旅客鐵道（JR東日本）
- 京葉線：幕張豐砂站 - 海濱幕張站 - 檢見川濱站 - 稻毛海岸站

### 巴士
- 京成巴士
- 千葉城市巴士（日语：ちばシティバス）
- 小湊鐵道
- 千葉海濱交通（日语：千葉海浜交通）
- 平和交通
- 千葉海濱巴士（日语：千葉シーサイドバス）

## 町名一覽
- 磯邊（日语：海浜ニュータウン）（いそべ）
- 稻毛海岸（いなげかいがん）
- 打瀨（日语：海浜ニュータウン）（うたせ）
- 幸町（日语：幸町 (千葉市)）（さいわいちょう）
- 新港（日语：新港 (千葉市)）（しんみなと）
- 高洲（日语：海浜ニュータウン）（たかす）
- 高濱（日语：海浜ニュータウン）（たかはま）
- 豐砂（とよすな）
- 中瀨（なかせ）
- 濱田（はまだ）
- 篊野（ひびの）
- 幕張西（日语：幕張西）（まくはりにし）
- 真砂（日语：海浜ニュータウン）（まさご）
- 美濱（みはま）
- 若葉（わかば）

## 知名人士
- 小笠原道大－職棒選手

## 外部連結
- 美濱區 （页面存档备份，存于）（千葉市政府官方網站）（日語）